# Sourou Migan Apithy
 (septembre 2019).
Si vous disposez d'ouvrages ou d'articles de référence ou si vous connaissez des sites web de qualité traitant du thème abordé ici, merci de compléter l'article en donnant les références utiles à sa vérifiabilité et en les liant à la section « Notes et références ».
Pour les articles homonymes, voir Apithy.
Sourou Migan Apithy est un homme politique dahoméen/béninois né le 8 avril 1913 à Porto-Novo et mort le 3 décembre 1989 dans le 7e arrondissement de Paris. Après avoir dirigé le gouvernement autonome du Dahomey (Afrique-Occidentale française) du 25 mai 1957 au 22 mai 1959, il fut le 3e président de la république du Dahomey du 25 janvier 1964 au 27 novembre 1965.

## Biographie
C'est à la Conférence de Brazzaville (janvier 1944) que l'expert-comptable Joseph Apithy se fait remarquer pour la première fois grâce au rapport qu'il transmet aux participants. Diplômé de l'École libre des Sciences politiques et surtout protégé du père Aupiais, missionnaire très populaire au Dahomey. Il remplace au pied levé son mentor, lors de sa maladie puis sa mort, à l'Assemblée constituante d'octobre 1945 dans son mandat de député du Togo-Dahomey.
Joseph Apithy est, ensuite, sans interruption, élu à l'Assemblée nationale française (1946-1959) tout en étant maire de Porto-Novo sa ville natale et présent dans les instances territoriale du Dahomey et de l'AOF. Il sera, toute cette décennie, avec Senghor, mais sans grand succès, le défenseur acharné d'une confédération africaine multinationale (contre Houphouët-Boigny). C'est dans un climat de floraison partisane (spécialité dahoméenne puis béninoise avec les constitutions, 34 partis en 1991)  que la République se met en place en décembre 1958. Apithy, fondateur, en 1951, du Parti républicain du Dahomey (PRD) en dirige le gouvernement provisoire. Écarté dès avril 1959, il est remplacé par Hubert Maga qui conduit le pays à l'indépendance (août 1960).
La nouvelle Constitution (novembre 1960) est de type présidentiel, prémices évident de l'instauration proche d'un régime de parti unique (Parti dahoméen de l'unité, section du RDA depuis mars 1961) mais, dès octobre 1963, un premier coup d'État militaire stoppe cette évolution. Apithy participe alors au gouvernement provisoire mis en place par le colonel Soglo (avec Maga, vite écarté, et le dentiste Justin Ahomadegbé, descendant des rois d'Abomey). La Constitution de janvier 1964 est une structure bicéphale qui fonctionne mal, le président Apithy et le Premier ministre Ahomadegbé s'opposant, alors qu'ils sont membres tous deux du nouveau Parti démocratique dahoméen (PDD). 
Tentant de réduire l'instabilité politique chronique du pays, l'armée prend le pouvoir successivement en 1964, 1965 et 1967 (général Soglo, commandant Maurice Kouandété puis lieutenant-Colonel Alphonse Alley), ce qui contraint Apithy à s'exiler en France. La nouvelle Constitution adoptée en mars 1968 est le prélude à l'interdiction de candidature des anciens présidents (Apithy, Maga et Ahomadegbe) mais, non sans contradictions, après un court intermède avec le gouvernement d'Émile Zinsou, un triumvirat militaire met en place en juin 1970 un conseil présidentiel où les 3 ennemis se retrouvent. Ce « triangle tournant » prévoit de donner le pouvoir à tour de rôle aux anciens présidents.
Avant qu'il puisse retrouver le pouvoir - son tour est prévu de 1974 à 1976 - en octobre 1972, le putsch du commandant Mathieu Kérékou met fin à cette expérience contradictoire et à la carrière politique d'Apithy. Alors en déplacement en France, ce dernier ose retourner à Cotonou, ce qui lui vaut d'être immédiatement incarcéré. Libéré en 1981 — le Dahomey est devenu en 1975 la république populaire du Bénin — l'ancien président part en France où il rédige ses mémoires. Affaibli par la maladie, il décède à Paris le 12 novembre 1989. Son pays natal décrète alors quatre jours de deuil national. Son épouse est décédée en 1991.

## Distinctions et décorations
- Grand officier de l’ordre national du Dahomey (1962)[3].
- Grand-croix de l'ordre national du Dahomey, de droit en qualité de grand maître de l'ordre (1964)[4].
- Grand commandeur de l'ordre du Niger (1971)[5].